# Galeirão-de-crista

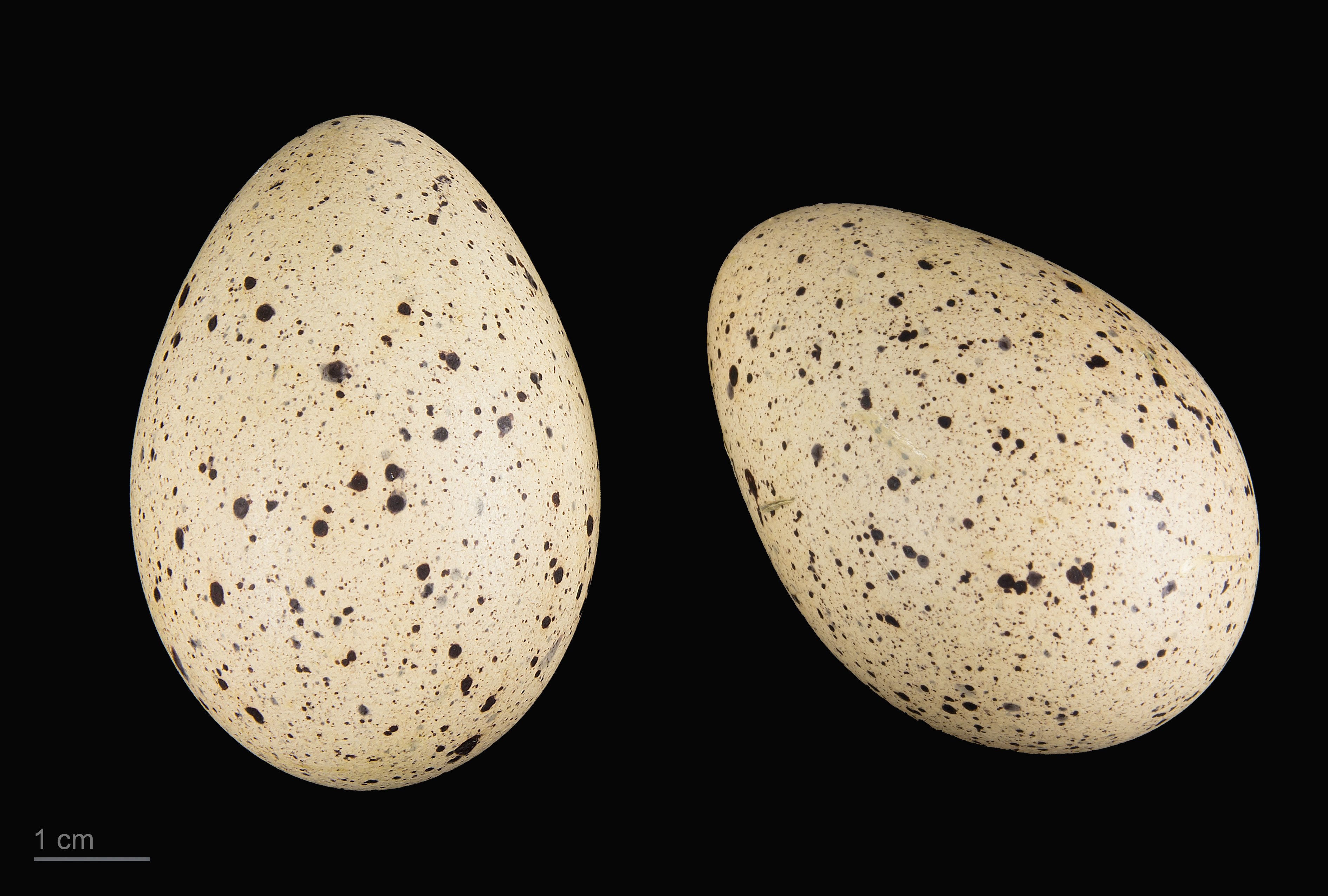
Fulica cristata - MHNT

O galeirão-de-crista (Fulica cristata) é uma ave da família Rallidae. É parecido com o galeirão-comum, distinguindo-se, de perto, pela presença de duas protuberâncias vermelhas na testa.
Esta espécie tem uma distribuição muito ampla, que abrange a maior parte de África a sul do Sara, sendo aí uma espécie muito abundante. A norte do Sara é rara, contando com uma pequena população nidificante no sul de Espanha e em Marrocos.
Nos últimos anos têm sido realizados em Espanha alguns projectos de reprodução em cativeiro e posterior reintrodução desta espécie, sendo as aves marcadas com colares brancos, o que facilita o seu reconhecimento à distância. Um dos principais projectos tem sido realizado ne Cañada de los Pájaros, na província de Sevilha.
Apesar da relativa proximidade dos locais de reprodução situados na Andaluzia, em Portugal o galeirão-de-crista é uma espécie rara.

## Subespécies
A espécie é monotípica (não são reconhecidas subespécies).